# Quyền LGBT ở Malawi
'Quyền đồng tính nữ, đồng tính nam, song tính và chuyển giới ở Malawi phải đối mặt với những thách thức pháp lý mà những người không phải LGBT không gặp phải.
Bộ luật Hình sự nghiêm cấm "kiến thức xác thịt chống lại trật tự tự nhiên", cố gắng thực hiện "kiến thức xác thịt chống lại trật tự tự nhiên" và hành động "thiếu đứng đắn". Tuy nhiên, vào tháng 11 năm 2012, Tổng thống Joyce Banda đã đình chỉ tất cả các luật mà tội phạm đồng tính luyến ái. Vào tháng 7 năm 2014, Bộ trưởng Tư pháp tuyên bố rằng Malawi sẽ không còn bắt người vì hoạt động tình dục đồng giới và xem xét luật chống đồng tính của mình.
Vào cuối tháng 12 năm 2009, một người phụ nữ chuyển giới, Tiwong Chimbalanga và một người đàn ông, Steven Monjeza, đã bị bắt sau khi tổ chức một bữa tiệc "đính hôn" truyền thống. Vào ngày 18 tháng 5 năm 2010, họ bị kết tội là có "hành vi phạm tội không tự nhiên" và "hành vi không đứng đắn giữa nam giới". Vào ngày 29 tháng 5 năm 2010, Tổng thống Bingu wa Mutharika đã ân xá cả hai cá nhân.
Vào ngày 17 tháng 4 năm 2015, Luật Hôn nhân, Ly hôn và Quan hệ Gia đình đã có hiệu lực và cấm tất cả các cuộc hôn nhân và công đoàn đồng giới. Trong khi luật được ca ngợi vì tăng tuổi tối thiểu của hôn nhân dị tính từ 16 đến 18, thì đồng thời cũng bị lên án vì loại trừ các cặp đồng tính luyến ái và vì ngôn ngữ của nó nói rằng giới tính của một người được chỉ định khi sinh. Luật mới không cho phép những người đã trải qua phẫu thuật xác định lại giới tính kết hôn với người có giới tính trước đó của người đó và cũng đưa ra những so sánh về tình dục đồng tính với cưỡng hiếp và quấy rối tình dục.

## Bảng tóm tắt
| Hoạt động tình dục đồng giới hợp pháp                                                                                       | / (Hình phạt: Lên đến 14 năm tù, luật pháp bị đình chỉ sử dụng kể từ năm 2012) |
| Độ tuổi đồng ý | (Hình phạt: Lên đến 14 năm tù, luật pháp bị đình chỉ sử dụng kể từ năm 2012)   |
| Luật chống phân biệt đối xử chỉ trong việc làm                                                                              | No                                                                             |
| Luật chống phân biệt đối xử trong việc cung cấp hàng hóa và dịch vụ                                                         | No                                                                             |
| Luật chống phân biệt đối xử trong tất cả các lĩnh vực khác (Bao gồm phân biệt đối xử gián tiếp, ngôn từ kích động thù địch) | No                                                                             |
| Hôn nhân đồng giới | No                                                                             |
| Công nhận các cặp đồng giới                                                                                                 | No                                                                             |
| Con nuôi của các cặp vợ chồng đồng giới                                                                                     | No                                                                             |
| Con nuôi chung của các cặp đồng giới                                                                                        | No                                                                             |
| Người đồng tính nam và đồng tính nữ được phép phục vụ công khai trong quân đội                                              |                                                                                |
| Quyền thay đổi giới tính hợp pháp                                                                                           | No                                                                             |
| Truy cập IVF cho đồng tính nữ                                                                                               | No                                                                             |
| Mang thai hộ thương mại cho các cặp đồng tính nam                                                                           | No                                                                             |
| NQHN được phép hiến máu | No                                                                             |